# Marina cartaginesa

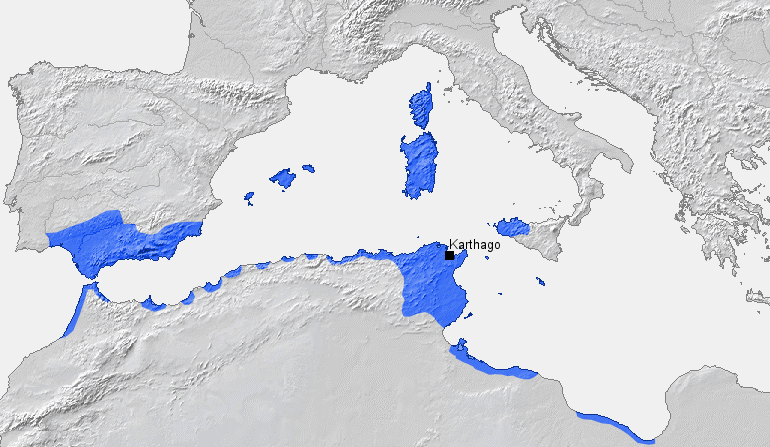
Imperi marítim cartaginès.

La marina cartaginesa era en el seu moment d'esplendor la més potent del món conegut. Les flotes de Cartago, amb base als ports púnics de Cartago estaven formades per quatrirrems i quinquerrems, set vegades més llargs que amples, per ser ràpids i maniobrables, i patrullaven permanentment per evitar la pirateria.
En la Primera Guerra Púnica, el superior poder naval cartaginès va caure en mans de la república romana. En la batalla de les Illes Eòlies els romans van obtenir la seva primera victòria, en la batalla del cap Ècnomus es va reunir la major flota cartaginesa, amb tres-centes cinquanta naus i la superioritat naval va caure en mans romanes després de la batalla d'Egusa, que va cloure la guerra.

## Flota mercant
Els fenicis van utilitzar vaixells equipats per a fins comercials, que tenien una àmplia capacitat de càrrega i amb una eslora entre 20 i 30m i una mànega de 6 o 7 m, amb un calat d'1, 5 m aproximadament. La popa era arrodonida i culminava amb un fris de cua de peix. La proa acabava en l'aplustro, un fris que representava el cap d'un cavall. En el buc es pintaven dos ulls, que havien de permetre al vaixell veure la ruta i causar terror a l'enemic en cas de combat, detall copiat en l'ull d'Osiris que porten pintat les barques malteses avui dia.

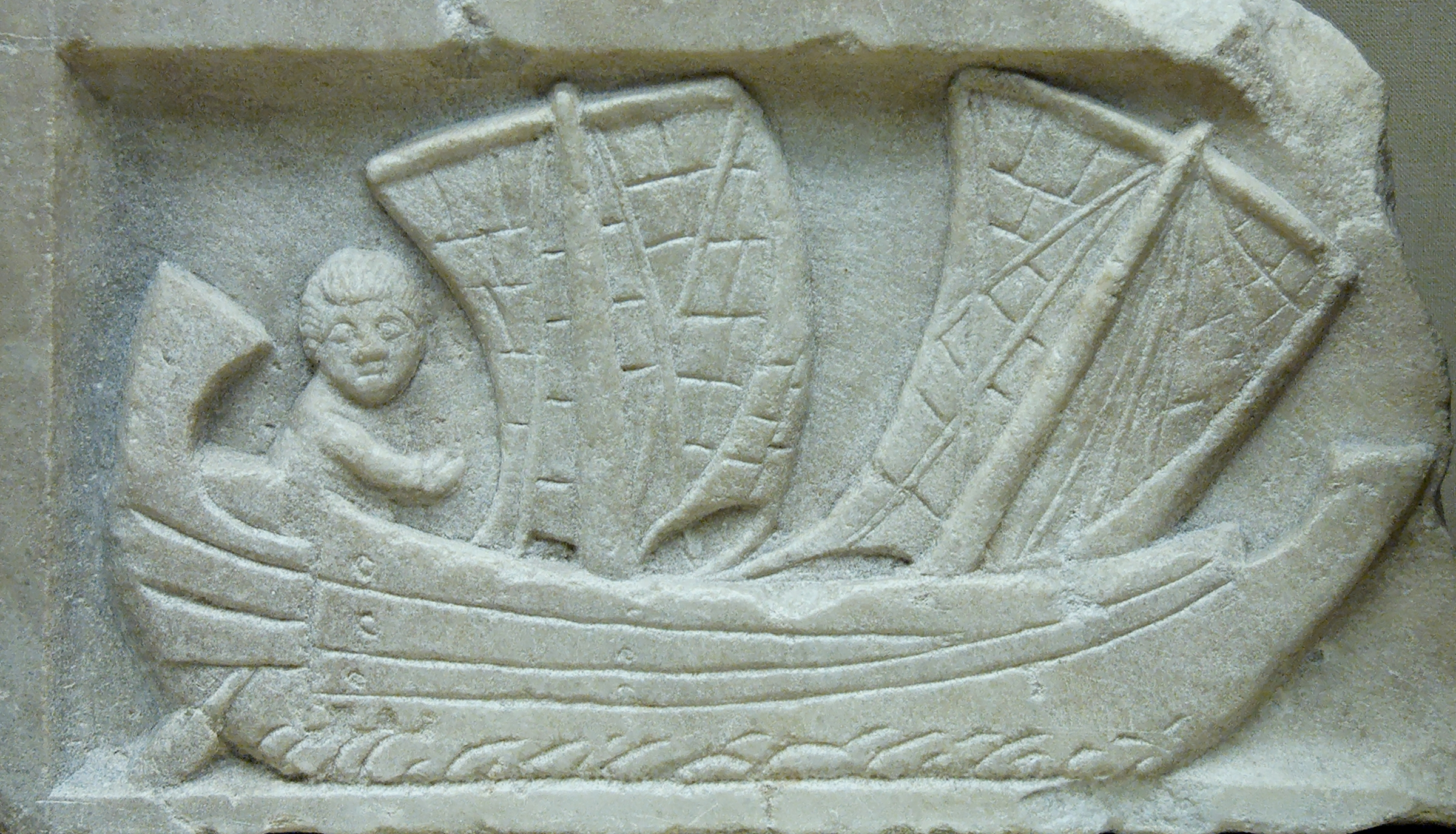
Corbita, petita barca de dos pals. Relleu del 200 aC, Cartago

Portaven un pal que sostenia una vela rectangular, i el timó era un rem amb pales asimètriques molt àmplies, que se subjectava en el costat esquerre de la popa. En el pont prop de popa hi havia el castell, on es guardaven els aparells i la cuina de bord. La tripulació constava d'uns vint homes, ja que la navegació de vela no requeria un nombre major de mariners.
Aquests vaixells podien navegar fins a 100 milles per dia: la mitjana mercant estava al voltant dels 6 nusos i la diària entre 68 i 82 milles.

### Embarcacions menors
Al costat dels vaixells comercials i de guerra havia altres, com els pots utilitzats per a recorreguts de petit cabotatge o les barques de pesca. La forma del buc i les seves mesures eren semblants a les dels vaixells mercants. La popa era arrodonida i la proa aguda, portant damunt una biga. La propulsió depenia tant de les veles, amb un petit pal, com dels rems, i es governava amb un timó situat a l'esquerra de la popa.

## Flota de guerra
Coneixem la flota púnica per representacions sobre moneda o esteles, i per les descripcions de Polibi, que explica que el principal navili de combat púnic era el quinquerrem, o nau amb cinc ordres de remers. Aquesta va ser la nau que els romans van copiar per a construir les seves. Polibi narra en la seva Històries que el 256 aC Cartago va alinear una flota de 350 naus, però res va quedar d'ella després de la caiguda de Cartago el 146 aC en acabar la Tercera Guerra Púnica. Cartago disposava de diverses esquadres de dotze vaixells, i en cas de necessitat podia reunir esquadres de cent vint vaixells o més.
La tàctica habitualment emprada per la marina cartaginesa era usar la sorpresa, atacant pel flanc o la popa amb l'espoló, trencant els rems, i l'abordatge

### Quinquerrems
El 1971 es va descobrir el buc d'una nau púnica a Lilibèon: la quilla és d'auró, les quadernes de roure i les planxes de pi. L'obra viva (part de la nau que queda submergida) estava folrada amb plom per evitar la putrefacció de la fusta. Les quadernes porten gravada la marca del constructor, prova que les naus es feien en grans quantitats, prefabricades i acoblades després en drassanes, el que permetia construir en un temps molt breu.
El poderós quinquerrem constituïa l'espina dorsal de la marina cartaginesa. Comptava amb una tripulació de 420 homes: 120 soldats que posaven els seus escuts en les bordes, i 300 mariners dels quals 270 eren remers que es disposaven en tres ordres: 2 remers en l'ordre superior, dos en el medi i un en l'inferior.
Aquesta embarcació era més prima que les de la flota comercial, tenia una màniga d'una setena part de l'eslora. Mentre la popa era semblant a la dels vaixells comercials, la proa era una arma ofensiva durant els combats, per la qual cosa portava un esperó reforçat amb bronze representant diverses figures, que s'utilitzava per destrossar els costats dels vaixells adversaris. Als costats de la proa estaven pintats els ulls, damunt dels quals hi havia uns orificis pels quals passaven les cadenes o cordes de les àncores. En el pont, prop de la proa hi havia el castell que protegia als arquers i les catapultes durant els enfrontaments, a popa s'alçava un envelat de cuir i dos grans rems que servien de timons. Un pal retràctil podia alçar-se en el centre del vaixell per penjar una vela quadrada, i un altre situat a la proa portava una petita vela que permetia governar el vaixell fins i tot amb vents transversals, però durant els combats no s'utilitzava: els vaixells és desarborat, i per poder-se moure més ràpidament la propulsió quedava confiada als remers. Aquests es posaven a l'interior del buc al llarg dels costats, i empunyaven els rems que sortien pels orificis practicats sota la borda.

### Pentecontera
Era el vaixell més antic, ràpid, àgil, de 25 m de longitud i amb cinquanta remers situats en dos nivells, a més del capità, el segon, el pilot i altres deu mariners de coberta. El ritme dels remers que marcava un flautista anomenat doni. La pentecontera va desaparèixer a la fi del segle vi aC i es va substituir pel trirrem.

### Trirrem

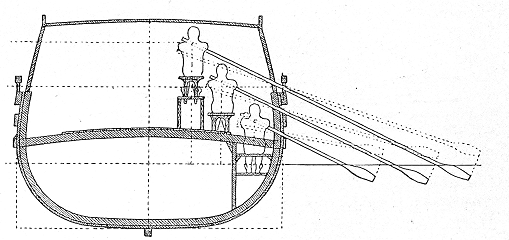
Trirreme.

Dissenyada pels fenicis, es va generalitzar al Mediterrani entre els segles VII i IV aC. Era un vaixell de 36 m d'eslora, i portava una tripulació d'uns 180 homes: 170 remers, vuit o deu per manejar velam, i un grup de soldats. Com que els remers col·locats en tres altures, es triplicava la força sense ampliar la longitud del vaixell i sense que es destorbessin uns als altres.
A partir del segle iv aC, en les drassanes de Cartago es transforma en la tetrera, que disposa quatre remers per a cada rem en un mateix banc, d'aquí el nom. Tant la tetrera com la pentera que el va succeir tenien una longitud de 40 mi una amplada de 6 m, amb un calat no superior als 2 m. La màxima velocitat possible era de cinc i de sis nusos, encara que la de creuer era de dos a tres nusos.

## Tècniques de combat
Durant les guerres amb Roma, Cartago disposava de diverses esquadres de dotze vaixells i podia formar flotes de cent vint vaixells, així com, en casos especials, de més de tres-cents.
En albirar l'enemic es amainava les veles i es treia el pal: l'enfrontament s'efectuava a força de rems, per poder manejar el vaixell amb major facilitat. Les tripulacions estaven constituïdes exclusivament per ciutadans cartaginesos, a diferència de l'exèrcit que es nodria de mercenaris.
DiecplusEra una tàctica que consistia en una sortida simultània i veloç de tota l'armada disposada en línia per travessar l'adversària entre vaixell i vaixell, donar un ràpid gir i atacar amb l'esperó la popa dels vaixells enemics.
PeriplusConsistia a posar-se al costat del vaixell enemic i travessar el seu costat d'un cop amb l'esperó.

## Construcció naval
El descobriment de dos vaixells del segle iii aC enfonsats a prop de Marsala, que semblen ser vaixells auxiliars, ja que són petits (30 m) i no porten esperó, ha permès estudiar la tècnica de construcció naval. Ambdós vaixells estaven construïts amb peces de fusta prefabricades separadament i muntades després, el que s'ha deduït per la presència de marques per guiar els fusters. L'estructura d'aquests vaixells era bastant semblant a les barques de pesca dels països mediterranis de l'actualitat: un enfustat composta per un conjunt de taules col·locades a ganivet o parcialment superposades, subjecta per l'interior per les ordenades, un esquelet de bigues ortogonals a la quilla. Es posava un recobriment extern de planxes de plom embreades.

## Navegació
Es navegava a prop del litoral de dia i acampant en les platges per passar la nit, i en cas de necessitat, durant la nit s'utilitzaven taules de distància a més de guiar-se per les estrelles: l'Estrella Polar era anomenada Phoeniké. També usaven coloms missatgers per ajudar-se en cas de boira. Per protegir la flota de les marees i tempestes, van construir ports i van crear un sistema d'escullera. Els ports de Cartago eren una meravella de la tècnica, protegits a l'abric de la badia i dividits en dues parts per un canal (port civil i port militar); donava recer a unes 400 naus.